# Hersiliola afghanica
Hersiliola afghanica là một loài nhện trong họ Hersiliidae.
Loài này thuộc chi Hersiliola. Hersiliola afghanica được miêu tả năm 1960 bởi Carl Friedrich Roewer.